# Museo Nacional de Lituania
El Museo Nacional de Lituania (en lituano: Lietuvos nacionalinis muziejus), establecido en 1952, es un museo estatal histórico, ubicado en el Nuevo arsenal del complejo de castillos de Vilna, capital de Lituania. Abarca estructuras significativas y una amplia colección de artefactos y materiales escritos, a la vez que organiza excavaciones arqueológicas en el país.

## Historia
El Museo de Antigüedades de Vilna, fundado por Eustachy Tyszkiewicz en 1855, fue el predecesor del Museo Nacional. En su origen, el museo se centraba en la cultura e historia del Gran Ducado de Lituania. Compuesto mayoritariamente de colecciones privadas polacas, fue bastante popular y recibió muchos visitantes. Después del Levantamiento de enero de 1863, el Imperio ruso trasladó gran parte de la colección a Moscú; las colecciones restantes se reorganizaron y se incorporaron a la Biblioteca Pública de Vilna. Entre 1866 y 1914, el museo y la biblioteca operaron juntos. En 1915, cuando el Frente Oriental de la Primera Guerra Mundial se acercó a Vilna, más colecciones se trasladaron de nuevo a Rusia.
Tras el establecimiento de la independencia lituana en 1918, se fundó el Museo de Historia y Etnografía, basado en las colecciones en el Museo de Antigüedades y la Sociedad Científica Lituana. Su director fue Jonas Basanavičius, uno de los firmantes del Acto de Independencia de Lituania. Tras 1919, Vilna se incorporó a Polonia, y la organización se integró a la Universidad de Vilna.
En 1941, la Academia de Ciencias adquirió las colecciones de todos los museos en Vilna. El museo volvió a convertirse en una entidad independiente en 1952 bajo la dirección del historiador Vincas Žilėnas. En 1967, el museo se estableció en el nuevo arsenal del complejo de castillos de Vilna.
El museo acogió una importante exposición en 1968. Durante las décadas de 1970 y 1980, se reunieron materiales históricos provenientes de todo el país. En 1992, después de que Lituania restableciera su independencia, se le renombró como Museo Nacional de Lituania. Actualmente forma parte del Ministerio de Cultura.

## Organización
El museo tiene cinco departamentos principales: Historia e Historia Tardía, Arqueología, Etnografía, Numismática, e Iconografía, conteniendo un total de 800.000 elementos. Las colecciones están divididas entre las siguientes sedes:
- Arsenal nuevo en el complejo de castillos de Vilna.
- Arsenal viejo en el complejo de castillos de Vilna.
- Torre Gediminas en Vilna.
- Bastión de Vilna Muro Defensivo.
- Casa-Museo Kazys Varnelis.
- Casa de los Firmantes en Vilna.
- Museo Vincas Kudirka en el distrito Šakiai.
- Casa natal de Jonas Basanavičius en el distrito Vilkaviškis.
- Cortijo conmemorativo de Jonas Šliūpas en Palanga.

Otros departamentos adicionales que pertenecen a la institución son el Departamento de Información y Educación, el Departamento para Inscripción de Exhibiciones y Preservación, el Departamento para la Restauración y el Departamento de Editorial.